# Niehnicze
Niehnicze (biał. Негнічы, ros. Негничи) – wieś na Białorusi, w obwodzie grodzieńskim, w rejonie korelickim, w sielsowiecie Żuchowicze.
W II Rzeczypospolitej miejscowość należała początkowo do gminy Połoneczka, następnie od 1926 roku do gminy Wolna, a od 1929 roku do gminy Żuchowicze w powiecie stołpeckim, w województwie nowogródzkim.